# Genesis (TNA)
Genesis è stato uno degli eventi in pay-per-view (PPV) della federazione di wrestling Impact Wrestling realizzati in parte nel mese di novembre (2005, 2006 e 2007) ed in parte nel mese di gennaio (dal 2009 al 2012). Tutte le edizioni sono state realizzate nella Impact Zone di Orlando in Florida eccetto l'edizione del 2009 che fu realizzata nel Bojangles' Coliseum di Charlotte in Carolina del Nord.
Gli eventi dal 2005 al 2013 furono trasmessi in diretta televisiva (live) mentre negli anni seguenti è diventato un evento trasmesso come puntata speciale di Impact Wrestling ed in formato 'free' dalle emittenti Spike TV (2014) e Pop TV (2017).
Questo spettacolo televisivo fu dedicato ad Eddie Guerrero, morto nella mattina del 13 novembre del 2005.
Il nome Genesis fu originariamente utilizzato nel maggio del 2003 per una diretta televisiva di due ore.

## Edizioni live
| Evento       | Data             | Città                  | Sede                | Main event |
| ------------ | ---------------- | ---------------------- | ------------------- | --- |
| Genesis 2005 | 13 novembre 2005 | Orlando, Stati Uniti   | Impact Zone         | Rhyno ed il Team 3D (Brother Ray e Brother Devon) vs. Jeff Jarrett e America's Most Wanted (Chris Harris e James Storm) in un Six-man tag team match                                                  |
| Genesis 2006 | 19 novembre 2006 | Orlando, Stati Uniti   | Impact Zone         | Kurt Angle vs. Samoa Joe |
| Genesis 2007 | 11 novembre 2007 | Orlando, Stati Uniti   | Impact Zone         | Kurt Angle (c) e Kevin Nash vs. Booker T e Sting in un tag team match per il titolo TNA World Heavyweight Championship. Chi eseguiva lo schienamento sull'avversario diventava il campione in carica. |
| 2008         | /                | //                     | ///                 | Non disputato |
| Genesis 2009 | 11 gennaio 2009  | Charlotte, Stati Uniti | Bojangles' Coliseum | Mick Foley e The TNA Front Line (A.J. Styles e Brother Devon) vs. Cute Kip e The Main Event Mafia (Booker T e Scott Steiner) in un Six Man tag team Hardcore match                                    |
| Genesis 2010 | 17 gennaio 2010  | Orlando, Stati Uniti   | Impact Zone         | A.J. Styles (c) vs. Kurt Angle in un Last chance match per il titolo TNA World Heavyweight Championship                                                                                               |
| Genesis 2011 | 9 gennaio 2011   | Orlando, Stati Uniti   | Impact Zone         | Jeff Hardy (c) vs. Mr. Anderson per il titolo TNA World Heavyweight Championship |
| Genesis 2012 | 8 gennaio 2012   | Orlando, Stati Uniti   | Impact Zone         | Bobby Roode (c) vs. Jeff Hardy per il titolo TNA World Heavyweight Championship |
| Genesis 2013 | 13 gennaio 2013  | Orlando, Stati Uniti   | Impact Zone         | Jeff Hardy (c) vs. Austin Aries vs. Bobby Roode in un triple threat elimination match per il titolo TNA World Heavyweight Championship                                                                |
|              |                  |                        |                     | Note riassuntive di tutte le edizioni (c) = campione in carica al momento dell'inizio del match |

## Edizioni successive
| Evento                         | Data                            | Città                   | Sede             | Main event |
| ------------------------------ | ------------------------------- | ----------------------- | ---------------- | --- |
| Impact Wrestling: Genesis 2014 | 16 gennaio 2014 23 gennaio 2014 | Huntsville, Stati Uniti | Von Braun Center | Sting vs. Ethan Carter III (16 gennaio) Magnus (c) vs. Sting per il titolo TNA World Heavyweight Championship (23 gennaio) |
| Impact Wrestling: Genesis 2017 | 26 gennaio 2017                 | Orlando, Stati Uniti    | Impact Zone      | Lashley vs. Eddie Edwards (c)                                                                                              |
|                                |                                 |                         |                  | |
| Impact Wrestling: Genesis 2018 | 26 gennaio 2017                 | Orlando, Stati Uniti    | Impact Zone      | Jhonny Impact vs. Alberto El Patron vs. Eli Drake (c)                                                                      |
|                                |                                 |                         |                  | (c) = campione in carica al momento dell'inizio del match                                                                  |